# James H. Newman
James H. Newman (James Hansen Newman; * 16. Oktober 1956 auf Truk im Treuhandgebiet Pazifische Inseln, heute Chuuk in den Föderierten Staaten von Mikronesien) ist ein ehemaliger US-amerikanischer Astronaut.

## Beginn der Karriere
Newman machte seinen Schulabschluss auf der La Jolla High School in San Diego in Kalifornien, daraufhin studierte er Physik am Dartmouth College und schloss mit dem Bachelor cum laude 1978 ab. Seinen Master und Doktor machte er an der Rice University 1982 respektive 1984. Nach seinem Abschluss arbeitete er weiter an der Rice University und ab 1985 nebenbei im Johnson Space Center der NASA.

## NASA
1990 wurde er in die 13. Astronautengruppe der NASA gewählt. Sein Spezialgebiet sind die tragbaren Computer für die Arbeit im Weltraum und die Vor- und Nachbereitungen der Crew eines Raumfluges.

### STS-51
Seinen ersten Raumflug absolvierte er mit der Discovery vom 12. – 22. September 1993. Seine Aufgabe bestand darin, dass er den Shuttle Pallet Satellite bearbeitete und bei Außenbordaktivitäten neue Hilfsmittel und Techniken für folgende Missionen testete. Die Landung erfolgte im Kennedy Space Center in Florida.

### STS-69
Mit der Endeavour ging es vom 7. – 18. September ins All, um Montagetechniken für die ISS zu testen. Währenddessen wurden noch Experimente durchgeführt, die die Intensität des Sonnenwindes gemessen haben und die extremen ultravioletten Emissionen des Plasma-Toros des Jupiters zu messen, die von seinem Mond Io ausgehen. Die Landung erfolgte wieder in Florida.

### STS-88
Abermals flog er mit der Endeavour vom 4. – 16. Dezember 1998 in All, diesmal jedoch war er an der Einweihungsmission der ISS beteiligt, denn die Raumfähre hatte das erste Verbindungsmodul Unity der Raumstation nebst zweier Kopplungsadapter (PMA-1 und PMA-2) im Laderaum. Hier war Newman als Missionsexperte gefragt, denn er hatte auf den vorhergehenden Flügen die Montagetechniken in der Schwerelosigkeit erprobt. Auch bei dieser Mission erfolgte die Landung in Florida.

### STS-109
Seinen vierten Flug machte er vom 1. – 12. März 2002 mit der Columbia zum Hubble-Weltraumteleskop. Bei dieser Mision wurden Wartungsarbeiten durchgeführt, unter anderem wurde das Steuerungssystem und die Solarpanelen ausgetauscht. Wiederum wurde in Florida gelandet.

### Zusammenfassung
| Nr. | Mission | Funktion           | Flugdatum          | Flugdatum          | Flugdauer   |
| Nr. | Mission | Funktion           | Start              | Landung            | Flugdauer   |
| --- | ------- | ------------------ | ------------------ | ------------------ | ----------- |
| 1   | STS-51  | Missionsspezialist | 12. September 1993 | 22. September 1993 | 09d 20h 11m |
| 2   | STS-69  | Missionsspezialist | 7. September 1995  | 18. September 1995 | 10d 20h 28m |
| 3   | STS-88  | Missionsspezialist | 4. Dezember 1998   | 16. Dezember 1998  | 11d 19h 17m |
| 4   | STS-109 | Missionsspezialist | 1. März 2002       | 12. März 2002      | 10d 22h 09m |

## Nach den Raumflügen
Von Dezember 2002 bis Januar 2006 arbeitete Newman im ISS Program Office und war dort für die NASA-Tätigkeiten in Russland zuständig.
Ab März 2006 lehrte Newman als NASA-Austauschprofessor an der Naval Postgraduate School (NPS) in Monterey. Im Juli 2008 verließ er die NASA und nahm eine Professur an der NPS an.

## Privat
Er ist mit seiner Frau Mary verheiratet und hat drei Kinder. Seine Hobbys sind Wandern, Fußball, Baseball, Squash und Gliding.
Ferner ist er Mitglied der Studentenverbindung Sigma Chi.